# Dávid Losonczi
Dávid Losonczi (Budapest, 1º luglio 2000) è un lottatore ungherese, specializzato nella lotta greco-romana, vincitore della medaglia di bronzo ai mondiali di Belgrado 2022 negli 87 kg.

## Biografia
Si è messo in mostra a livello giovanile conquistando l'argento ai mondiali under 23 di Belgrado 2021.
Ai mondiali di Belgrado 2022 è stato estromesso dal tabellone principale nella semifinale del torneo degli 87 kg dal serbo Zurabi Datunashvili, dopo aver eliminato il rumeno Nicu Ojog ai sedicesimi, il sudcoreano Kim Jin-hyeok agli ottavi e il kazako Nursultan Tursynov ai quarti; in finale ha vinto l'incontro per il bronzo contro lo svedese Alex Kessidis.
Ai mondiali di Belgrado 2022 ha battuto nei sedicesimi il kirghiso Azat Salidinov per 8-0 per superiorità tecnica, poi l'azero Islam Abbasov negli ottavi, ancora per 8-0. Ai quarti ha superato l’atleta indipendente Kiril Maskevic per 6-1 e in semifinale ha sconfitto il bulgaro Semen Novikov con un altro 10-0 per superiorità tecnica. In finale ha perso di misura ai punti, 8-7, contro il rivale turco Ali Cengiz, aggiudicandosi l'argento. Tuttavia, il 15 novembre 2023, la United World Wrestling ha riconosciuto un grave errore arbitrale che aveva influito sul risultato dell'incontro. Di conseguenza, la UWW ha dichiarato entrambi i lottatori vincitori della gara e ha assegnato la medaglia d'oro anche a lui.
Ha rappresentato l'Ungheria ai Giochi olimpici estivi di Parigi 2024 nel torneo degli 87 kg, dove è stato sconfitto nella finale il bronzo dal danese Turpal Bisultanov.

## Palmarès
| Anno | Manifestazione   | Sede       | Evento   | Risultato | Note |
| ---- | ---------------- | ---------- | -------- | --------- | ---- |
| 2017 | Europei cadetti  | Sarajevo   | LL 85 kg | 11º       |      |
| 2017 | Mondiali cadetti | Atene      | LL 85 kg | 15º       |      |
| 2018 | Europei U23      | Istanbul   | GR 82 kg | 5º        |      |
| 2018 | Mondiali U23     | Bucarest   | GR 82 kg | 16º       |      |
| 2019 | Europei junior   | Pontevedra | GR 87 kg | Argento   |      |
| 2021 | Mondiali U23     | Belgrado   | GR 82 kg | Argento   |      |
| 2022 | Mondiali         | Belgrado   | GR 87 kg | Bronzo    |      |
| 2023 | Europei U23      | Bucarest   | GR 87 kg | Oro       |      |
| 2023 | Mondiali         | Belgrado   | GR 87 kg | Oro       |      |
| 2024 | Giochi olimpici  | Parigi     | GR 87 kg | 5º        |      |